# Kushi
Le kushi, ou goji, est une langue langue tchadique occidentale parlée au Nigeria.

## Écriture
Un alphabet a été proposé pour l’écriture du kushi en 2006.
| a | b | ɓ | d | ɗ | e | f | g | gb | gh | i | j | k | ƙ | kp | l | m | n | ng | nw | o | o̱ | p | r | sh | t | u | v | w | y |